# Aidan Turner
Aidan Turner (Clondalkin, Dublín Sur, 19 de junio de 1983) es un actor irlandés, conocido por sus papeles en televisión como Dante Gabriel Rossetti en Desperate Romantics, Ruairí McGowan en The Clinic, y John Mitchell en el drama sobrenatural Being Human. En la pantalla grande interpreta al enano Kíli en las tres partes de la adaptación cinematográfica de la novela El hobbit, de J. R. R. Tolkien. Además, dio vida al personaje de Luke Garroway en la  adaptación cinematográfica de  Cazadores de sombras: Ciudad de hueso [cita requerida]. Es el protagonista de la nueva versión de "Poldark" de la BBC, que se estrenó en 2015. 
Su última actuación conocida es en la serie Leonardo, una coproducción Italia-Reino Unido-Francia-Estados Unidos-España en 2021.

## Biografía
Turner nació en Clondalkin, Dublín Sur y creció en Tallaght. Se graduó en 2004 en The Gaiety School of Acting. Su relación con la industria del cine empezó cuando comenzó a trabajar en el complejo de cines UCI, en el Tallaght Square, a los 16 años de edad.

## Carrera
Su debut televisivo aconteció en 2007, cuando participó en un episodio de la serie Los Tudor. Trabajó durante dos temporadas en The Clinic (2008-2009) y en 2008 filmó el episodio piloto de Being Human, cuya primera temporada no fue estrenada hasta el año siguiente. Formó parte del elenco principal de la serie durante las tres primeras temporadas. En octubre de 2010, Warner Bros. confirmó a Turner como Kíli en la adaptación cinematográfica de la novela El hobbit. También ha participado en varias producciones en el Abbey Theatre de Dublín.

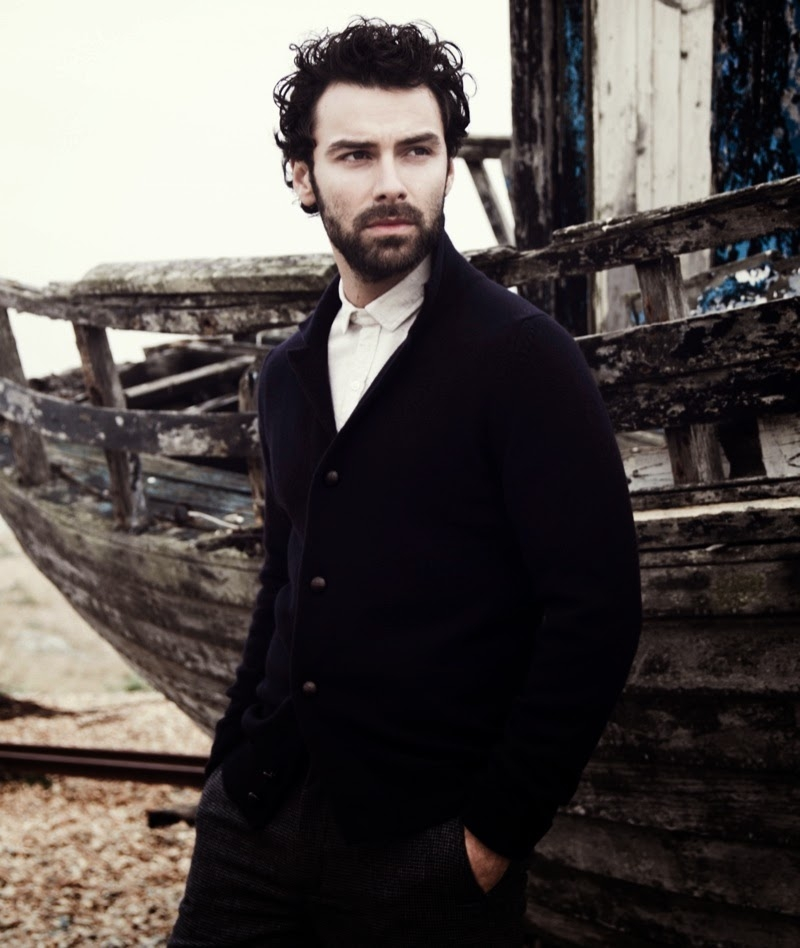

## Filmografía
Cine:
- The Sound of People (2007) - Padre
- Matterhorn (2007) - Theodoro
- Alarm (2008) - Mal
- El hobbit: un viaje inesperado (2012) - Kíli
- El hobbit: la desolación de Smaug (2013) - Kíli
- Cazadores de sombras: Ciudad de hueso (2013) - Luke Garroway
- El hobbit: la batalla de los Cinco Ejércitos (2014) -Kili
- Loving Vincent (2017) - Boatman

Televisión:
- Los Tudor (1 episodio, 2007) - Bedoli
- The Clinic (18 episodios, 2008-2009) - Ruairí McGowan
- Desperate Romantics (6 episodios, 2009) - Dante Gabriel Rossetti
- Being Human (22 episodios, 2009-2011) - Mitchell
- Hattie (2011) - John Schofield
- And Then There Were None (3 episodios, 2015) - Philip Lombard
- Poldark (2015) - Ross Poldark
- Leonardo, Coproducción Italia-Reino Unido-Francia-Estados Unidos-España. 2021
- Sospechoso (Serie de TV) Producción británica de 2022
- Golpe de revés (Serie de TV), 2023. Producción de Reino Unido[5]

## Premios y nominaciones
| Año  | Categoría          | Premio          | Serie/Película                      | Resultado |
| ---- | ------------------ | --------------- | ----------------------------------- | --------- |
| 2015 | Best Actor         | TV Choice Award | Poldark                             | Nominado  |
| 2014 | Best Male Newcomer | Empire Award    | The Hobbit: The Desolation of Smaug | Ganó      |